# Jeff Mullins
Jeffrey Vincent Mullins (nacido el 18 de marzo de 1942 en Astoria (Queens), Nueva York) es un exjugador de baloncesto estadounidense que disputó doce temporadas en la NBA. Con 1,93 metros de estatura, jugaba en la posición de base. Fue campeón olímpico con la Selección de baloncesto de Estados Unidos en Tokio 1964. Tras su carrera como jugador, fue entrenador en la Universidad de Carolina del Norte en Charlotte.

## Trayectoria deportiva

### Universidad
Jugó durante cuatro temporadas, entre 1960 y 1964 con los Dukes de la Universidad de Duke, donde consiguió promediar 21,9 puntos y 9,0 rebotes por partido. Su camiseta con el número 44 fue retirada como homenaje por su universidad. En su última temporada fue nombrado además  Baloncestista del Año de la ACC, la Atlantic Coast Conference.
En 1964 fue seleccionado por su país para participar en los Juegos Olímpicos de Tokio, donde ganaron la medalla de oro.

### Profesional
Fue elegido en la sexta posición del Draft de la NBA de 1964 por St. Louis Hawks. Tras dos desastrosas temporadas donde no contó casi para su entrenador, fue traspasado a San Francisco Warriors, donde, tras una primera temporada de asentamiento, en seguida se ganó un puesto en el quinteto titular. Durante cuatro temporadas sus estadísticas no bajaron de los 20 puntos, 5 rebotes y 4 asistencias por partido, demostrando ser un jugador completo. Se ganó el acudir a tres ediciones del All-Star Game, en 1969, 1970 y 1971, apareciendo en la temporada 1968-69 entre los diez mejores anotadores del campeonato.
En 1971 el equipo se trasladó a la vecina localidad de Oakland, pasando a denominarse Golden State Warriors. Allí ganaría su único anillo de Campeón de la NBA en 1975, ya con 32 años, pero manteniendo un buen nivel de juego. Se retiraría al finalizar la temporada siguiente, tras haber jugado 12 temporadas como profesional.
En total promedió 16,2 puntos, 4,3 rebotes y 3,8 asistencias por partido.

### Entrenador
Tras colgar las botas como jugador, en 1985 se hizo cargo del puesto de entrenador de los 49ers de la Universidad de Carolina del Norte en Charlotte, un equipo que desde que logró llegar a la Final Four en 1977 no había dado ninguna alegría a su afición. Mullins logró llevar al equipo en tres ocasiones a la Fase Final de la NCAA, en 1988, 1992 y 1995, además de participar en dos ocasiones en el National Invitation Tournament.
Se retiró en 1996, obteniendo el récord de victorias de su universidad, con 182. Como homenaje, el vestuario local de su pabellón lleva su nombre, y una banderola con el mismo cuelga al lado de los números retirados por los fortyniners.